# Susan Bernard
Susan Bernard (Sue Bernard; * 11. Februar 1948 in Los Angeles; † 21. Juni 2019 ebenda) war eine US-amerikanische Schauspielerin, Autorin und ein Model.

## Leben und Werk
Sie war die Tochter von Bruno Bernard, Prominentenfotograf und Emigrant, Holocaust-Überlebender, und von Ruth Brand, einer Bühnenschauspielerin und Regisseurin. Nach dem Tod ihres Vaters 1987 wurde sie dessen Nachlassverwalterin. In den 1990er Jahren veröffentlichte sie mehrere Bildbände mit Pin-ups und weiteren Fotos, die ihr Vater – von berühmten Personen wie allen voran Marilyn Monroe – geschossen hatte.
Als Sechzehnjährige spielte sie 1965 die Rolle des Entführungsopfers Linda in dem Spielfilm Die Satansweiber von Tittfield, bei dem Russ Meyer Regie führte. Der Film sollte in den folgenden Jahrzehnten Kultstatus erlangen, doch für Bernard folgten lediglich einige Besetzungen für Nebenrollen in B-Movies und Fernsehsoaps. Bereits Mitte der 1970er-Jahre zog sie sich weitgehend von der Schauspielerei zurück.
Im Dezember 1966 war Bernard als erstes jüdisches Playmate des Monats im Playboy zu sehen, fotografiert wurde sie dabei von Mario Casilli. In einem späteren Interview (1998 in Femme Fatales) erklärte sie: „I was the first under-18 Jewish virgin who was in the centerfold placed in front of a Christmas tree“ und dass bis dahin niemand außer ihrer Mutter sie nackt gesehen habe, bevor Casilli, der zu dieser Zeit von ihrem Vater ausgebildet wurde, mit ihr das Shooting veranstaltet habe.
Aus ihrer Ehe mit dem Autor und Schauspieler Jason Miller stammt ihr Sohn Joshua John Miller. Im Juni 2019 starb sie im Alter von 71 Jahren unerwartet an einem Herzinfarkt.

## Filmografie (Auswahl)
- 1965: Die Satansweiber von Tittfield (Faster, Pussycat! Kill! Kill!)
- 1968: Stranger in Hollywood
- 1969: The Witchmaker
- 1969: That Tender Touch
- 1970: The Phynx
- 1971: The Beverly Hillbillies (Fernsehserie, 2 Folgen)
- 1971: Machismo – 40 Gräber für 40 Gewehre (Machismo – 40 Graves For 40 Guns)
- 1972: Horror Attack (Necromancy)
- 1973: Psycho Eyes – Mit den Augen eines Irren. (The Killing Kind)
- 1974: Teenager
- 1999: The Mao Game

## Werke
- Susan Bernard, Bruno Bernard: Bernard of Hollywood’s Marilyn. St. Martin’s Press, 1993
- Susan Bernard, Bruno Bernard: Bernard of Hollywood pin-ups: Redheads!. Warner Treasures, 1995
- Susan Bernard, Bruno Bernard: Bernard of Hollywood pin-ups: Blondes!. Warner Treasures, 1995
- Susan Bernard: Brunettes: Bernard Of Hollywood Pin-ups. Diane Pub Co, 1995
- Marie De Dienes, David Wallis, Susan Bernard: Marilyn: my prayer for you. Carlton, 1999
- Bruno Bernard, Susan Bernard: Bernard of Hollywood: the ultimate pin-up book. Taschen, 2002